# Pfauenaugen-Zwergfeuerfisch
Der Pfauenaugen-Zwergfeuerfisch (Dendrochirus biocellatus) ist ein Vertreter der Skorpionfische (Scorpaenidae). Er lebt in den Korallenriffen des tropischen Indopazifik in Tiefen von einem bis 40 Metern von Mauritius bis Japan, Australien und Französisch-Polynesien. Die Fische sind nachtaktiv und leben sehr versteckt. Tagsüber halten sie sich in Höhlen und in den Hohlräumen großer Schwämme auf.

## Merkmale
Der Pfauenaugen-Zwergfeuerfisch ist rot und schwarz gezeichnet. Seine Brustflossen sind groß und wirken wie Schmetterlingsflügel. Die Flossenstrahlen sind bis zum Ende mit Flossenmembran verbunden. Die erste hartstrahlige Rückenflosse hat 13 Flossenstrahlen, die mit Giftdrüsen versehen sind, die zweite Rückenflosse hat neun Weichstrahlen. Die Afterflosse hat drei Hart- und fünf Weichstrahlen. Auch hier stehen die Hartstrahlen sowie der einzige der Bauchflossen mit Giftdrüsen in Verbindung.
Er ist der einzige Feuerfisch, der auch als adultes Tier zwei bis drei Augenflecke auf der zweiten Rückenflosse hat. Die Augenflecke sind schwarz, mit einem gelben Rand. Ist das Tier erregt, bei der Jagd, der Balz oder der Begegnung mit einem Rivalen, wird der Fleck hell blaugrün. Ein pupillenartiger kleiner schwarzer Fleck bleibt im Zentrum zurück.
Am Oberkiefer befinden sich zwei gelappte Fühler. Mit einer Länge von zwölf Zentimetern bleibt der Pfauenaugen-Zwergfeuerfisch relativ klein.